# Tota pulchra es, WAB 46
Tota pulchra es, WAB 46, est un motet composé par Anton Bruckner en 1878.

## Historique
L'œuvre, qui a été composée le 30 mars 1878 entre les symphonies 5 et 6, est une mise en musique de l'antienne Tota pulchra es. Elle a été exécutée le 4 juin 1878 dans la Chapelle Votive de la nouvelle cathédrale de l'Immaculée Conception à l'occasion du 25e anniversaire de Franz-Josef Rudigier comme évêque de Linz.
Le manuscrit est archivé à l'Österreichische Nationalbibliothek. Le Widmungsexemplar (copie dédicacée) est archivée à la nouvelle cathédrale. Le motet, qui a été publié avec l' Ave Maria, WAB 6, par Emil Wetzler, Vienne en 1887, est édité dans le volume XXI/27 de la Bruckner Gesamtausgabe.

## Musique
L'œuvre de 80 mesures, conçue pour soliste ténor, chœur mixte et orgue, en la mineur, est principalement en mode phrygien avec quelques autres modulations enharmoniques,.
Dans la première section (mesures 1-16) le soliste et le chœur dialoguent a cappella. Dans la deuxième section (mesures 17-36), qui commence en fortissimo par le soliste et l'orgue sur Tu gloria Jerusalem, le chœur se divise jusqu'à 9 voix. Dans la troisième section (mesures 37-52), qui commence sur O, Maria, le soliste et le chœur dialoguent a cappella comme dans la première section. Dans la dernière section, qui commence, comme dans la deuxième, par le soliste et l'orgue sur Ora pro nobis, le chœur évolue diminuendo vers la fin en pianissimo.

## Discographie
Le Tota pulchra es de Bruckner a été enregistré la première fois en 1929 par Ludwig Berberich avec le Münchner Domchor, 1929 (78 tours Polydor/Grammophon 27119) (OCLC 725008342)
Une sélection de quelque 40 enregistrements :
- Eugen Jochum, Chœur et Orchestre de la Radio bavaroise (24-26 juin 1966, LP DG 139134/5 / CD 457 743-2) (OCLC 220301566 et 9964287)
- Hans Zanotelli, Philharmonia vocal-ensemble  de Stuttgart - Anton Bruckner, Motets latins (1979, Calig CAL 50477) (OCLC 990792048)
- Matthew Best, Corydon Singers, Bruckner, Motets (1-12 mai 1982, Hyperion CDA66062) (OCLC 911785158)
- Elmar Hausmann, Capella Vocale St. Aposteln de Cologne, Heinz Heidbüchel, ténor - Missa solemnis in B, Motetten (avril 1983, Aulos AUL 53 569) (OCLC 70353516)
- Wolfgang Schäfer, Ensemble Vocal de Fribourg, Hans Peter Blochwitz, ténor - Anton Bruckner, Motetten (1984, Christophorus Records 74 501) (OCLC 31849629)
- Herbert Böck, Concentus Vocalis Wien - Bruckner, Motets ; Distler, Totentanz (1988, Koch-Records/Schwann 317 008) (OCLC 42528518 et 315913243)
- Wolfgang Mayrhofer, Linzer Jeunesse Chor, Tota pulchra – CD édité par la chorale, 2005
- Michael Stenov, Cantores Carmeli, Benefizkonzert Karmelitenkirche Linz - CD/DVD édité par la chorale, 2006[8]
- Erwin Ortner, Arnold Schoenberg Chor, Anton Bruckner, Tantum ergo - CD : ASC Edition 3, édité par la chorale, 2008

## Sources
- (de) Max Auer, Anton Bruckner als Kirchenmusiker, Ratisbonne, G. Bosse, coll. « Deutsche Musikbücherei » (no 54), 1927, 225 p. (OCLC 886973562, lire en ligne [PDF])
- Anton Bruckner - Sämtliche Werke, vol. 21 : Kleine Kirchenmusikwerke, Musikwissenschaftlicher Verlag der Internationalen Bruckner-Gesellschaft, éd. Hans Bauernfeind et Leopold Nowak, Vienne, 1984/2001
- Uwe Harten, Anton Bruckner. Ein Handbuch. Residenz Verlag, Salzbourg, 1996.  (ISBN 3-7017-1030-9)